# 17976 Schulman
A 17976 Schulman (ideiglenes jelöléssel 1999 JQ54) a Naprendszer kisbolygóövében található aszteroida. A LINEAR projekt keretében fedezték fel 1999. május 10-én.